# Ageneiosus vittatus
Ageneiosus vittatus és una espècie de peix de la família dels auqueniptèrids i de l'ordre dels siluriformes.

## Morfologia
Els mascles poden assolir els 22 cm de llargària total.

## Distribució geogràfica
Es troba a Sud-amèrica: riu Orinoco i conca del riu Amazones.